# Jeunesse (película de 2023)
Jeunesse (título original en chino simplificado: Shanghai Qingnian, título internacional: Shanghai Youth) es una película documental china de 2023 dirigida por Wang Bing. Se representan a los jóvenes trabajadores del sitio textil chino Zhili. La obra se estrenará en el Festival Internacional de Cine de Cannes en mayo de 2023.

## Sinopsis
La película retrata la ciudad china de Zhili, un centro de la industria textil. Muchos jóvenes de las provincias rurales del río Yangtze se dirigen a la ciudad en busca de trabajo. Los trabajadores, que tienen en promedio 20 años, esperan poder asegurar su futuro económicamente y formar una familia, comprar una casa o abrir su propio taller. Trabajan incansablemente por este sueño, aceptando alojamiento en dormitorios o comiendo en los pasillos. Se desarrollan amistades y relaciones amorosas entre los jóvenes. Con el ritmo de las estaciones, estos contactos corren el riesgo de romperse por fallas económicas o presiones familiares.